# Кето и Котэ (фильм)
«Кето́ и Котэ́» (груз. ქეთო და კოტე) — комедийный художественный фильм по мотивам классической грузинской пьесы Авксентия Цагарели «Ханума».

## Сюжет
Богатый тифлисский купец мечтает породниться с аристократией (для того чтобы самому слыть аристократом) и собирается для этого выдать свою дочь-красавицу Кето (Медея Джапаридзе) за старого, порочного и разорившегося князя Левана Палавандишвили (Пётр Амиранашвили). Девушка в отчаянии, ведь она любит молодого поэта Котэ (Бату Кравейшвили), племянника князя, который под видом учителя ходит к ней.
С помощью друзей и свахи Ханумы (Тамара Чавчавадзе) молодым влюблённым удается перехитрить стариков и добиться своего счастья.

## В ролях
- Медея Джапаридзе — Кето
- Бату Кравейшвили — Котэ
- Андро Кобаладзе — друг Котэ
- Сесилия Такайшвили — жена князя
- Акакий Кванталиани — Бондо
- Тамара Цицишвили — Текле, сестра князя Левана
- Лейла Абашидзе —
- Отар Коберидзе —
- Верико Анджапаридзе — Кнеина
- Пётр Амиранашвили — Леван
- Мария Давиташвили — Кабато, сваха
- Шалва Гамбашидзе — Макар
- Тамара Чавчавадзе — Ханума
- Васо Годзиашвили — Сико
- Серго Закариадзе — Карачохели
- Александра Тоидзе —
- Яков Трипольский —
- Александр Жоржолиани — Бешкени

## Съёмочная группа
- Автор сценария: Семён Пашалишвили
- Режиссёр: Вахтанг Таблиашвили, Шалва Гедеванишвили
- Операторы: А. Дигмелов, Б. Буравлёв
- Художник: Иосиф Сумбаташвили
- Композитор: Арчил Кереселидзе

## Факты
- В фильме использована музыка из грузинской оперы классика Виктора Долидзе «Кето и Котэ» и азербайджанской классической музыки Узеира Гаджибекова «Узун дере».